# Aleksandria (Silésie)
Pour les articles homonymes, voir Aleksandria.
Aleksandria (prononciation : [alɛkˈsandrja]) est une localité polonaise de la gmina de Konopiska, située dans le powiat de Częstochowa en voïvodie de Silésie.